# Degețica (film din 1978)
Degețica (世界名作童話_おやゆび姫 Sekai Meisaku Dōwa: Oyayubi Hime?) este un film anime japonez cu aventură, dramă, fantezie și romantism, regizat de Yūgo Serikawa după scenariul lui Ikuko Oyabu și inspirat din povestea Degețica a scriitorului danez Hans Christian Andersen. Desenele personajelor au fost realizate de Osamu Tezuka. A fost lansat în Japonia la 18 martie 1978.

## Distribuție
- Kazuko Sugiyama — Degețica
- Noriko Ohara — prințul
- Kōsei Tomita — Mogura
- Mariko Miyagi — Bunbu
- Masako Nozawa — Chumi
- Ichirō Nagai — tatăl broaștei
- Kazue Takahashi — mama broaștei
- Kyōko Kishida — naratorul, Gekoo